# 대연림
대연림(大延琳, ?~?)은  발해의 시조인 대조영의 후손으로 발해의 계승국인 흥료국의 건국자다. 대연림은1029년에 연호를 천경이라 하고 스스로 황제를 칭한 후 흥료국을 세웠다.

## 생애

### 건국과 성장
대연림은 발해 왕족의 후예로 발해의 시조인 고왕 대조영의 후손이라고 한다.
그는 요의 부도(副都) 요양(遼陽) 유수(留守)의 비장(裨將)으로 있던 중 1029년 8월 3일, 혼란을 틈타 요양성을 장악하고 흥료국을 건국했다. 연호는 천경(天慶)이라 하였다. 
이후 여진, 고려와 힘을 합쳐 요나라에 대항하려 했으며, 아우인 태사 대연정(大延定)을 시켜 여진 군사를 이끌고 요나라를 공격하기도 했다. 
다음 달인 1029년 9월, 흥료국은 대연정을 고려에 보내 건국 사실을 알리고 지원병을 요청하자 고려는 군사를 보내 요나라를 공격했지만 실패하였다.
송사에 의하면, 그해 9월에 거란 동경의 장군 대연림(大延琳)이 대부승(大府丞) 고길덕(高吉德)을 송나라로 파견하였다 한다.

### 패배와 멸망
1029년 10월, 마침내 요나라는 본격적으로 흥료국을 공격했다. 12월에 대연정을 다시 고려에 보내 지원병을 요청했지만, 고려는 원군 파병을 거절했다. 1030년 정월에는 고길덕(高吉德)을 보내 또 고려에 원군 파병을 요청했지만, 고려는 다시 거절했다. 
3월 요나라가 대연림과의 장기전에 대비하였다. 그러나 8월에 비장 양상세(楊詳世)가 몰래 요나라에 항복하면서 무너지고 만다. 양상세가 밤에 몰래 남문을 열어줘 요나라 군이 성을 점령함으로써 흥료국은 건국 1년 만에 멸망했다.

## 같이 보기
- 발해
- 흥료국
- 발해
- 대조영